# Wyspa Wiktorii
Wyspa Wiktorii (ang. Victoria Island, fr. Île Victoria) – wyspa wchodząca w skład Archipelagu Arktycznego, jedna z największych wysp świata (8. pozycja)
Wyspa ma powierzchnię 217 291 km², dł. 750 km, szer. 625 km. Najwyższy punkt (655 m n.p.m.) znajduje się w paśmie wzniesień Shaler Mountains. Wyspa leży między Zatoką Coronation, Zatoką Amundsena i Zatoką Królowej Maud. Przylegają do niej Cieśnina Melville’a, Kanał McClintocka, Cieśnina Wiktorii, dzieląca ją od Wyspy Króla Williama, Cieśnina Dease, dzieląca ją od stałego lądu i Cieśnina Księcia Walii, dzieląca ją od Wyspy Banksa. Linia brzegowa silnie rozczłonkowana, wielkie półwyspy, m.in. Wollaston, Diamond Jennes, Księcia Alberta. Wyspa należy do Kanady, jej część zachodnia wchodzi w skład Terytoriów Północno-Zachodnich, a wschodnia – terytorium Nunavut.
Według danych z 2006 wyspę zamieszkiwało 1875 osób. Na wyspie znajdują się dwie niewielkie osady: większa, licząca 1477 mieszkańców Cambridge Bay na południowo-wschodnim krańcu oraz mniejsza Holman Island – na zachodnim.
Klimat bardzo surowy (subpolarny), dominuje formacja roślinna bezdrzewna typu tundra.